# Aleksandra Kazimiera Karpińska
Aleksandra Kazimiera Karpińska (ur. 24 sierpnia 1882 w Lesznie, zm. 18 września 1953 w Lubece) – polska archeolog, kustosz i nauczycielka, asystentka profesora Józefa Kostrzewskiego.

## Życiorys
Była córką Juliana (sekretarza lokalnego sądu ziemskiego) oraz Konstancji Franciszki z Piwońskich. Gimnazjum ukończyła w Poznaniu i kontynuowała naukę na Uniwersytecie Poznańskim. Doktoryzowała się w 1926 na podstawie pracy zatytułowanej Kurhany z okresu rzymskiego w Polsce ze szczególnym uwzględnieniem typu siedlemińskiego. Jeszcze w czasach studenckich podjęła pracę bibliotekarki w Instytucie Prehistorycznym Uniwersytetu Poznańskiego. Od 1924 do 1939 była pracownikiem Działu Prehistorycznego Muzeum Wielkopolskiego. Awansowała tam ze stopnia asystenta do kustosza. Kierowała Instytutem Prehistorycznym na Uniwersytecie Poznańskim. 
Prowadziła intensywną pracę wykopaliskową na terenie Wielkopolski, Pomorza i Wołynia. Badała m.in. cmentarzyska kultury łużyckiej w Czarnkowie i na Głównej w Poznaniu oraz osadę wczesnośredniowieczną na poznańskim Sołaczu. Na Głównej ślady pochówków odkryto po raz pierwszy w 1929 podczas sadzenia drzew na ogrodzie Franciszka Małeckiego przy ul. Smolnej 19. Karpińska odsłoniła wówczas trzy groby okryte kamieniami oraz jeden na sąsiadującej posesji. Publikowała sprawozdania z prac wykopaliskowych i artykuły naukowe dotyczące zagadnień prehistorycznych.
Na początku 1940 została aresztowana przez okupacyjne władze niemieckie. 25 kwietnia 1940 osadzono ją w niemieckim obozie koncentracyjnym w Ravensbrück. Pozostała w nim do końca II wojny światowej, a po jej zakończeniu zamieszkała w Lubece. Podjęła tam pracę nauczycielki w polskim gimnazjum. W latach 1947–1948 przeprowadziła wnikliwe badania wykopaliskowe grodziska Liubice w Starej Lubece, będącego poprzednikiem dzisiejszego miasta Lubeki.
Lech Leciejewicz podziwiał ją za poziom metodyki badań i nazwał siłaczką na wygnaniu oraz osobą bezprzykładnego bohaterstwa.

## Ordery i odznaczenia
- Złoty Krzyż Zasługi (13 marca 1939)[5]